# Hope Williams Brady
Hope Williams Brady is een personage uit de soapserie Days of Our Lives. Hope werd op het scherm geboren in 1974 en werd als kind door verschillende actrices gespeeld. Sinds 1983 wordt de rol door Kristian Alfonso gespeeld.

## Personagebeschrijving

### Geboorte
Hope werd geboren op 10 januari 1974 als de dochter van Addie Horton en Doug Williams. Haar moeder leed aan leukemie en was stervende. Dan genas ze op miraculeuze wijze. Op een dag wandelde Addie met haar dochter Hope in de buggy door Salem en kwam er een vrachtwagen aangereden. De vrachtwagen reed recht naar de buggy en om haar kind te redden duwde Addie de buggy aan de kant en bekocht dit met haar eigen leven. Doug was zo aangedaan door het overlijden van Addie dat hij Hope onderbracht bij haar grootouders Tom en Alice Horton. Een jaar later nam hij opnieuw de opvoeding over. Doug trouwde met Hopes halfzus Julie en Hope werd na enkele jaren naar een kostschool gestuurd.

### Jaren 80
In 1983 keerde de intussen rebelse tiener terug naar Salem. Hope werd al snel verliefd op Roman Brady en probeerde hem te verleiden. Wat ze niet wist was dat Romans broer Bo Brady verliefd was op haar en hij was erg jaloers op Roman. Uiteindelijk werden ze verliefd, ze kregen vaak ruzie, maar maakten het altijd weer goed.
Doug wilde echter dat zijn dochter zou trouwen met Larry Welch, een politicus met hoge ambities en geen geweten. Hij manipuleerde Hope om met hem te trouwen. Op de bruiloft stormde Bo de kerk binnen en ontvoerde Hope. Uiteindelijk werd Hope gedwongen om met Larry te trouwen. Om het huwelijk niet te moeten consummeren veinsde ze een zwangerschap. Het huwelijk duurde niet lang en in 1985 trouwde Hope met haar geliefde Bo. Omdat ze weinig geld hadden en Bo zijn biologische vader Victor Kiriakis wilde leren kennen trokken ze bij hem in.
In 1985 probeerde Megan Hathaway Hope vermoorden door haar te elektrocuteren in een bubbelbad. Megan luisterde een telefoongesprek af van Larry. Toen hij doorhad dat ze aan het spioneren was vermoordde Larry Megan. Larry dumpte haar in het bubbelbad en ze werd gevonden door Hope, die de hoofdverdachte werd in de moordzaak.
Kort daarna werd Hope zwanger. Bo begon meer en meer op Victor te lijken waardoor Hope erg gestresseerd werd en een miskraam kreeg. Door de miskraam en het feit dat Hope het niet voor Victor had zorgde ervoor dat ze uit elkaar gingen, ondanks dat ze nog steeds verliefd waren. Dan ontdekte Hope dat ze opnieuw zwanger was en ze verzoende zich met Bo. In 1987 kregen ze hun zoon Shawn-Douglas Brady. Bo en Hope wilden wat anders in hun leven en gingen aan boord van de "Fancy Face", een zeilboot die naar Hope vernoemd was. Ze maakten een wereldreis en verlieten Salem voor drie jaar.

### Terugkeer naar Salem
De terugkeer van Hope was echter van korte duur. Ze raakten verwikkeld in de wraakacties van Ernesto Toscano. Hij nodigde Roman, Isabella Toscano, Victor, Julie, Jack Deveraux, Jennifer Horton, Bo en Hope uit voor een cruise. Hier ontdekte Isabella dat ze niet de dochter van Ernesto was, maar van Victor en dus een zus van Bo. Ze biechtte dit op aan Ernesto die haar ontvoerde naar een nabijgelegen eiland. Op het cruiseschip ontplofte een bom en de passagiers belandden op het eiland. Roman en Bo gingen op zoek naar Isabella en Hope volgde Bo tegen zijn wil in. Roman kon Isabella redden maar Hope werd nu door Ernesto gevangengenomen. Ernesto sloot zichzelf op in een kooi met een vat zoutzuur en lokte iedereen naar daar. Hij vertelde aan Bo dat hij Hope kon redden als hij hem kon overtuigen dat ze gespaard moest worden. Bo zei een ontroerende speech maar dit raakte Ernesto niet. Dan volgde een explosie waardoor de kooi in het zoutzuur belandde. De lichamen van Ernesto en Hope werden niet teruggevonden, maar men nam aan dat ze opgelost waren in het zoutzuur.

### Gina (1994-1995)
Vier jaar gingen voorbij en Bo ging verder met zijn leven. Eerst kreeg hij een relatie met Carly Manning en daarna met Billie Reed. Voor een liefdadigheidsevenement dat Kristen Blake organiseerde kwamen Kristen, Tony, Peter, Jennifer, Bo en Billie naar New Orleans. Bilie zag Hope en herkende in haar de overleden vrouw van Bo, maar niemand geloofde haar. Hope was inderdaad levend en wel en woonde op Maison Blanche onder de naam Gina. Maison Blanche was een groot landhuis van Stefano DiMera. Door toedoen van Celeste Perrault brandde Maison Blanche af en Hope kon door John gered worden. Ze had echter geen geheugen meer en ze zei dat ze Gina heette. Stefano claimde dat hij aanvankelijk niet wist wie Hope was omdat ze littekens had, hij heeft haar jaren verzorgd. Gina ging mee naar Salem waar Alice Horton meteen haar kleindochter herkende. Al de anderen weigerden echter te geloven dat Gina Hope was en Bo liet haar zelfs niet in de buurt van Shawn-D.
Een jaar ging voorbij en Gina was gewend aan het leven in Salem. Ze had vrienden gemaakt, waaronder Billie. Gina deed opnieuw examen voor politieagent en maakte dezelfde fouten als Hope in het verleden gemaakt had. Alice wist uiteindelijk raad, ze had een puzzeldoos van Hope. De doos zat op slot en enkel Hope wist hoe ze die moest openen. Toen Gina de doos opende lag er een briefje in dat Hope aan Bo geschreven had op hun trouwdag. Hij las het luidop en Hope kon elk woord meezeggen zonder te kijken. Er was geen twijfel meer, Gina was Hope.
Bo stond nu voor een hartverscheurende keuze. Hij koos er uiteindelijk voor om bij Billie te blijven omdat hij dacht dat Hope de afwijzing wel kon aanvaarden en Billie niet. Hope stemde in met een echtscheiding en Bo trouwde met Billie.
Hope werd gegijzeld door twee gangsters en net voor ze bewusteloos geslagen werd kon ze nog naar het politiekantoor bellen om te zeggen waar ze was. Bo arriveerde net op tijd om Hope te redden uit een brandend pakhuis. Toen hij haar probeerde te reanimeren werden zijn gevoelens duidelijk, hij wilde haar niet opnieuw verliezen. Billie verliet Salem tijdelijk en Bo en Hope begonnen langzaam aan een verzoening te werken.
Nog voor dat Bo haar kon zeggen wat hij voor haar voelde (terwijl ze bij bewust zijn was) verzeilde ze in een lawine op een berg in Aremid. Ze werd gered door Jude St. Clair, die haar gevangennam. Een hele tijd ging voorbij en Bo kon niet geloven dat Hope er niet meer was en ging tegen ieders advies in terug naar Aremid om haar te zoeken. Jude raakte Hope wel op ongepaste wijze aan, maar verkrachtte haar niet. Nadat hij haar politiebadge vond wilde hij haar vermoorden. Hope viel hem echter aan en kon ontsnappen. Jude probeerde haar in te halen maar op dat moment dook Bo op en hij sloeg Jude buiten westen. Nadat hij bijkwam schoot hij Bo neer en toen daagden Jack Deveraux en Peter Blake op. Peter schoot Jude in koelen bloede neer, omdat hij te veel wist over zijn vuile zaakjes. Hij beweerde dat hij dit uit zelfverdediging deed en iedereen geloofde hem. Bo werd verenigd met zijn Fancy Face.

### 1996-1997
Het duurde een hele tijd voor ze besloten om opnieuw te trouwen maar uiteindelijk besloten ze om toch opnieuw de stap te zetten. Op hun trouwdag viel Bo in ijskoud water en Billie nam hem in huis, om onderkoeling te voorkomen kleedde ze hem uit en legde hem in haar bed. Dan kwam Hope binnen en dacht dat ze met elkaar naar bed geweest waren en ze blies de bruiloft af. Daarna begon ze afspraakjes te maken met Franco Kelly, die door Billies moeder Kate Roberts betaald werd om Bo en Hope uit elkaar te houden. Franco was verliefd op Hope, maar zij voelde enkel vriendschap voor hem.
Nadat Roman Brady ongeneeslijk ziek terug naar Salem kwam in 1997 ging Hope samen met John, Stefano en Kristen naar de jungle om een geneesmiddel voor hem te zoeken. Ze werden voorgesteld aan dokter Rolf, die het tegengif voor Roman aan het bereiden was. Rolf herkende Hope, maar Stefano waarschuwde hem om niets tegen Hope te zeggen. Hope brak in een berging in, maar Stefano ontdekte dit op tijd en deed de kamer op slot.. De kamer bevatte informatie over de vier ontbrekende jaren in het leven van Hope. Toen dokter Rolf eindelijk het tegengif klaar had viel het flesje kapot.
Dokter Rolf zei dat de enige manier om nog een ander tegengif te maken was dat iemand zich in de jungle waagde om daar een speciale orchidee te zoeken. John en Hope gingen vrijwillig de jungle in. Ze vonden de orchidee en John stak die in zijn rugzak, maar dan werden ze aangevallen door indianen en John viel van een klif en werd dood gewaand. Hope vond de rugzak terug, maar de orchidee was verdwenen, er waren enkel nog wat zaadjes over. Rolf slaagde erin om hier een tegengif mee te maken. Toen ze naar Salem wilden terugkeren dook John weer op, vergiftigd door een indianenpijl. Rolf genas John en ze gingen allen naar Salem. Op de terugweg stortte het vliegtuig neer boven de Bermudadriehoek. Ze overleefden de ramp en keerden terug naar Salem met het tegengif.

### Prinses Gina (1998-2000)
Shawn-Douglas merkte enkele talenten op van zijn moeder die ze daarvoor niet had. Ze neuriede liedjes die ze nog nooit gehoord had en maakte gedetailleerde kopieën van schilderijen die ze nog nooit gezien had. Samen met John ging ze naar Zwitserland om haar verleden te onderzoeken. Daar leerden ze Lili Faversham kennen. Ze was dolgelukkig om Hope te zien en noemde haar prinses Gina. Lili vertelde dat prinses Gina jarenlang een vriendin geweest was en dat ze haar sinds 1994 niet meer gezien had. Hope wist nu dat zij vier jaar lang het leven van een prinses geleid had. Nadat Lili vertelde dat al haar kunstschatten gestolen waren dacht John dat Stefano Gina gebruikte als kunstdievegge. Samen met Lili nam Hope even het leven van prinses Gina terug op op een treinreis van Zwitserland naar Italië, ook Stefano was aan boord en hij werd door iedereen aangesproken als Rodolfo Meradi.
In de moerassen van Louisiana ontmoette Bo een meisje, genaamd Greta, die zich daar verstopte omdat haar gezicht vol littekens stond. Het bleek dat Greta de dochter was van Gina en ze zei dat haar moeder in 1990 overleden was. Ze zei ook dat het niet Hope was die in de kooi van Ernesto Toscano was maar dat ze Hope op het laatste moment verving. Dit betekende dat Hope nooit plastische chirurgie had moeten ondergaan.
Shawn-D werd ontvoerd en er werd losgeld gevraagd. Hope was hier kapot van, zeker nadat het betalen van het losgeld mislukte. De ontvoerders telefoneerden om te zeggen dat Shawn-D dood was. Er werd een lijk gevonden in de rivier, maar dit was gelukkig niet Shawn-D. Kort daarna vonden Bo en Hope hun zoon bewusteloos in het DiMera-huis. Nadat hij terug thuis was maakten de drie plannen om opnieuw te gaan varen, op de Fancy Face II. Bo vroeg aan Alice Horton de toestemming om met Hope te trouwen.
Intussen kreeg Hope meer en meer herinneringen aan haar tijd als Gina en haar betrokkenheid met Stefano. Op een avond toen ze naar huis reed brak er een sneeuwstorm uit en raakte haar auto van de weg. Stefano, die al enige tijd van plan was om Hope terug in Gina te transformeren om zo de kunstschatten van Vivian Alamain te kunnen ontfutselen, transformeerde Hope op dit moment opnieuw in Gina.
Hope werd naar het ziekenhuis gebracht, ze had slechts een lichte hersenschudding. Toen Stefano van het accident hoorde ging hij in allerijl naar het ziekenhuis om te zien of Hope echt Gina was. Kort daarna deed Bo een huwelijksaanzoek en Hope zei ja. Maar toen ze begonnen te kussen dacht Hope ineens aan Stefano en gaf ze Bo een klap. Hope was in de war door wat ze gedaan had en gaf Bo zijn verlovingsring terug en zei dat ze niet klaar was om zich te binden. Eens ze uit het ziekenhuis was vertelde ze aan Stefano dat ze zich kon herinneren dat ze een kunstdievegge was voor hem. Ze wist ook dat hij de gestolen kunstwerken verborgen hield in de villa van Jonesy, die nu eigendom was van zijn weduwe Vivian Alamain. Stefano was bang dat Hope de waarheid aan iedereen zou vertellen en probeerde haar te wurgen. Tijdens dat moment werd Hope plots Gina. Vivian had intussen in de gaten dat de antiquiteiten uit het huis van Jonesy geld waard waren en vertelde dit aan Bo en John Black. Stefano vroeg aan Gina om voorlopig nog als Hope door het leven te gaan. Ze zei wel dat ze terug naar Europa wilde keren met haar handlanger, priester John Black.
Stefano verzekerde haar dat eens ze de schilderijen van Vivian vervalst had dat hij haar naar Europa zou meenemen. Ook Bo maakte plannen om met Hope naar Parijs te gaan. In het ziekenhuis zag Gina Greta en deed zich voor als Hope. Nadat Greta bekomen was van de schok om de gelijkenis met haar moeder raakt ze bevriend met Hope.
John ging ermee akkoord om zich door Marlena te laten hypnotiseren om zo meer over zijn verleden te weten te komen. Greta hielp door hem te herinneren aan een dans met Gina. Toen John van streek was onderbrak Marlena de hypnose. Toen Marlena hem vroeg of hij zich iets herinnerde zei hij nee, maar naderhand zei hij dat hij zich een vrouw herinnerde die sterk op Hope leek. John zei dat het tijd was om het verleden achter zich te laten en zich te focussen op zijn relatie met Marlena.
Bo vertelde aan Roman dat Hope zijn huwelijksaanzoek afgewezen had, terwijl Billie het gesprek afluisterde. Later vroeg Bo aan Hope om met hem naar Parijs te gaan, maar ze wees zijn voorstel af. Hope vroeg aan Lili Faversham om haar te helpen om een rode jurk die Gina ooit droeg, opnieuw te maken. Op een etentje met John, Marlena, Bo en Greta daagde Hope op in de rode jurk, waarop John een herinnering had een Gina toen ze dezelfde jurk droeg. Gina vroeg John om mee te gaan naar Europa maar toen hij zei dat hij niet kon omwille van Marlena besloot Gina om zich van Marlena te ontdoen.
Bo en Greta gingen naar Europa om informatie over het verleden van Hope/prinses Gina te verwerven. In Capri ontdekten ze dat Gina uren schilderde op een hotelbalkon. Nadat ze in een restaurantje vragen stelde over Gina werd Bo overvallen. Hij pleitte bij de politiecommissaris om een huiszoekingsbevel voor het hotel omdat niemand hem informatie wilde geven over Gina.
Hope/Gina probeerde John te overtuigen om dieper in zijn verleden te kijken en zei tegen Marlena dat John misschien ergens anders nog een gezin had. John verzekerde Marlena dat hij een priester was vroeger en dat er niets was tussen hem en Gina. In een van haar herinneringen van Gina zag ze dat John zijn priesterkleren uit deed en haar passioneel kuste. Stefano legde intussen aan dokter Rolf uit dat hij John naar een seminarie stuurde als dekmantel, maar dat hij nooit een priester geworden was. Toen Bo uit Italië belde voor meer informatie over het verleden van Hope overtuigde Hope Stefano dat ze naar Europa moest gaan om speciale verf te kopen voor de vervalsingen. Shawn-Douglas wilde naar een internaat en Hope/Gina ging meteen akkoord. Alice Horton was geschokt dat haar kleindochter haar zoon op internaat stuurde zonder dit eerst met Bo te overleggen.
In Capri doorzocht Bo de computer van het hotel en ontdekte dat Gina er acht keer verbleven was en dat John er nooit geregistreerd stond. Wat hij niet wist was dat Gina de naam van John had uitgewist. Gina vertelde aan Stefano dat Bo en Greta dicht bij de waarheid kwamen.
Bo en Greta keerden terug naar Salem waar Bo ontdekte dat Hope Shawn-Douglas naar internaat gestuurd had zonder dat met hem te overleggen. Dan ontdekte Bo een foto van een vrouw die op Hope leek in een compromitterende positie met Stefano. Bo liet de foto aan Stefano en Hope zien, maar dan scheurde Hope/Gina de foto kapot omdat ze genoeg had van Bo’s gedrag. John vertelde aan Bo dat hij dacht dat Hope verliefd was op hem. Intussen bracht Gina een bezoekje aan Billie en vertelde haar dat ze niet met Bo trouwde omdat ze ervan overtuigd was dat hij nog verliefd was op haar. Lili Faversham vertelde aan Bo en Hope dat schilderen een passie was van prinses Gina. Bo raakte hierdoor geïntrigeerd en vroeg haar wanneer de kunstcollectie van Lili gestolen werd en ze zei dat dit in 1992 was. Hope raakte hierdoor van streek en liep weg. Bo begon te denken dat Gina betrokken was bij kunstdiefstallen.
Gina vroeg aan Greta of ze verliefd was op Bo, waarop ze nee zei. Ze vroeg ook of ze wist waar haar poederdoos was maar ook hier zei ze nee op. Dan ging Greta naar Billie, die de poederdoos had om te zeggen dat Hope hier achter vroeg. Gina hield hen in de gaten en zag dat Billie de doos had. Hierop vroeg Gina of Billie bij haar kwam lunchen omdat ze vrienden wilde zijn. Terwijl ze aan het wandelen waren zag Vivians neefje Nicholas Alamain hen en herkende in Hope prinses Gina. Een overvaller probeerde de handtas van Billie te stelen, Nicholas kon de overvaller wegjagen, maar de handtas belandde in de rivier. Later dook Gina de poederdoos die erin zat op en liet deze aan John kijken, maar hij herkende die niet. Bo gaf bloemen aan Hope, maar ze kregen al snel ruzie om Stefano. Bo zei dat Stefano haar in zijn macht had en Hope antwoordde dat ze wenste dat ze prinses Gina was. Dan chanteerde Gina dokter Rolf om ervoor te zorgen dat John terug getransformeerd werd in haar oude geliefde. Rolf zei dat hij dit kon doen als hij John in de geheime kamer van het DiMera-huis kon krijgen. Intussen sloot Bo een deal met Vivian dat als zij zou kunnen uitzoeken wat Stefano’s plannen zijn met Hope dan zou hij ervoor zorgen dat Victor haar zou vergeven voor ze zou sterven. Vivian nam het voorstel aan. Ze was dolgelukkig om verenigd te worden met haar neefje Nicholas en vertelde hem in vertrouwen dat ze niet echt stervende was.
Gina werd nerveus toen Stefano haar beval om de vervalsingen voor het einde van de dag af te hebben. Ze vroeg Stefano om de oude John terug te brengen, maar dan gaf Stefano het bevel aan dokter Rolf om John opnieuw in een huurmoordenaar te veranderen. John kwam in trance en stond op het balkon van Marlena’s penthouse, klaar om te springen. Marlena kon hem net op tijd redden. Op een etentje bij Vivian onthulde John zijn plannen om me Marlena te trouwen wat Gina en Stefano erg schokte. Stefano ontdekte dat Gina nog niet klaar was met de vervalsingen en was woedend. Bo dacht dat Gina over een waardevol schilderij geschilderd had. Na een explosie in het huis van Vivian brak er brand uit. Gina ging nog naar binnen om de waardevolle Gauguin, waar ze overheen geschilderd had, te verwisselen met een vervalsing.
John en Marlena stonden op het punt om te trouwen. Dokter Rolf had Gina een apparaat gegeven om John te transformeren in haar geliefde. Stefano had een vlucht naar Europa geboekt en was niet in Salem tijdens de bruiloft. Gina sprak buiten Salem met John af om het een portret te geven dat ze van hem geschilderd had, maar de transformatie mislukte. Kort daarna was de ceremonie waar Marlena en John hun liefde voor elkaar uitspraken. Gina was aangedaan en in de toiletten uitte ze haar liefde voor John, wat Billie hoorde. Gina ontdekte dat ze op huwelijksreis gingen naar Hawaï. Kort daarna vond Bo een briefje van Hope waarin ze zei dat ze Salem verlaten had. Hij was bang dat ze naar Stefano was. Na een gesprek met Greta, Billie en Eric over het ongewone gedrag van Hope kwamen ze allen tot de conclusie dat Stefano Hope enkele maanden eerder terug in Gina had getransformeerd. Nadat Stefano ontdekte dat Marlena en John toch getrouwd waren keerde hij meteen terug naar Salem, waar Bo hem confronteerde met zijn vermoedens.
Terwijl John en Marlena op het strand van Hawaï liepen zag John een vrouw die aan het verdrinken was. Hij sprong in het water om haar te redden, maar werd verdoofd en aan boord van een onderzeeër gebracht. Nadat hij wakker werd zag hij Gina en dacht hij dat hij in het jaar 1985 was. Dan zei John dat hij zich herinnerde dat Stefano hem zei dat hij in Roman Brady zou getransformeerd worden. Nadat John Gina bedankte dat hij hem van Stefano gered had, bedreven ze de liefde. Bo’s confrontatie met Stefano werd onderbroken door een telefoontje van Marlena, die hem vertelde dat John verdwenen was. Toen Stefano vernam dat Bo naar Hawaï ging, volgde hij hem. In het hotel liep Marlena hem tegen het lijf, maar hij verzekerde haar dat hij niet wist waar John en Hope waren en dat hij vastberaden was hen te vinden. Nadat Johns bebloede broek aanspoelde dacht Marlena dat hij door haaien was aangevallen. Stefano had intussen de duikboot gelokaliseerd en ging aan boord. John viel Stefano aan met een mes, maar werd door zijn handlangers gestopt en in de zee gegooid.
John bereikte het strand waar Marlena hem vond. Ze nam hem mee naar het ziekenhuis voor een controle en hij was gezond. Bo vroeg hem of dat de vrouw die hij probeerde te redden Hope was, maar John begreep niet dat hij zoiets vroeg. Dan legde Bo uit dat hij dacht dat Stefano Hope in Gina veranderd had en omdat Gina verliefd was op John nam hij aan dat ze samen waren. John, die weer normaal was, zei dat hij zich niets kon herinneren. In de onderzeeër dreigde Stefano ermee om Gina terug in Hope te veranderen. Om hem te stoppen verleidde Gina Stefano en ze bedreven de liefde. Nadat Stefano een telefoontje kreeg dat John nog leefde, was Gina opgetogen. Stefano vond dat Gina wel erg veel leek op de echte prinses Gina. Toen Gina vroeg hoe prinses Gina gestorven was, gaf Stefano geen antwoord. Dan kwam een beeld van een kasteel in Frankrijk en een oude grijze verrimpelde vrouw, die op een oudere Hope leek, de echte prinses Gina. In Salem besloten Greta en Eric Brady om naar Europa te gaan om meer te ontdekken over het leven van Gina. John stelde aan Marlena voor om te veinzen dat hij zijn geheugen van vroeger terug had om Gina’s vertrouwen te winnen en zo bezwarende info over Stefano te verzamelen, maar Marlena vond dit te gevaarlijk. In Parijs ging Gina naar haar oude huis en vond daar een brief van John. Op hetzelfde moment las prinses Gina de brief van John, waarin hij haar beloofde om haar te komen halen.
Gina ging naar Parijs en was er allesbehalve gelukkig mee om daar Bo aan te treffen. Greta had de poederdoos van Gina bij, die Billie weer in haar bezit had gekregen, daar vonden ze een sleutel in en Bo dacht dat die van een kluis was. Bo, Eric en Greta gingen naar de Faversham bank en openden de kluis waarin cash, juwelen paspoorten en een nieuwe identiteit lag voor Gina en John en twee eigendomspapieren van het huis in Parijs en één op het platteland.
Stefano was nu ook in Parijs en zei tegen Gina dat hij haar leven zou sparen als ze de laatste Renet voor hem zou stelen.
Bo zei tegen Gina dat hij haar verdacht van John ontvoerd te hebben op zijn huwelijksreis en dat hij dacht dat ze niet Hope was. Gina ontkende dit.
Greta en Eric gingen intussen naar het kasteel op het platteland waar ze ontvangen werden door Kurt, de rechterhand van prinses Gina, die haar al jaren gevangen hield. Op het kerkhofje langs het kasteel zag Greta de grafsteen van haar moeder en Eric suggereerde dat dit geen bewijs was dat ze daar echt begraven lag. Kurt was van plan om de waarheid te vertellen aan Greta, maar dan keerde ze met Eric terug naar Salem.
Marlena en John keerden intussen terug van hun huwelijksreis. Nadat John van Vivian hoorde dat Stefano in Europa was, wilde hij ook gaan om Bo te helpen.
Nadat Gina een nachtmerrie had waarin John en Bo vochten, besefte ze dat ze nog steeds gevoelens had voor Bo. John vertelde aan Gina dat Marlena de enige vrouw in zijn leven was. Bo riep de hulp in van Doug en Julie, die enkele jaren rondreisden door Europa om Hope te helpen. Gina was niet blij met het bezoek van haar vader en zuster, maar Doug gaf het beste van zichzelf en zong voor Hope het lied “You must have been a beautiful baby”. Hope kreeg herinneringen aan haar jeugdjaren en nadat Doug klaar was riep ze “help me”. Hope kreeg opnieuw meer controle en Bo was heel blij om dat te zien. Hij kreeg haar zover om voor Stefano de laatste Renet te stelen, zodat ze hem achter de tralies konden krijgen. Doug en Julie waren echter minder te vinden voor het riskante plan van Gina op het feest van de Harrimans, waar de Renet zich bevond. Bo werd door Bart, een handlanger van Stefano, gevangengenomen en naar een pakhuis gebracht om levend verbrand te worden. Gelukkig kon hij zich net op tijd bevrijden. Intussen brak Gina in de galerij van de Harrimans in en verwisselde de Renet met een vervalsing. De verwisseling werd echter al snel ontdekt en Bo werd beschuldigd en gearresteerd. Later kwam gravin Ilse (de echte prinses Gina in vermomming) naar Gina om haar te waarschuwen voor Stefano. Ze vroeg haar om het schilderij niet aan Stefano te geven. Nadat Gina haar vertelde dat John getrouwd was en kinderen had en dat ze een affaire met hem gehad had was “Ilse” gechoqueerd.
Dan stal prinses Gina een disk waarop alle herinneringen van Hope stonden. Dit had allemaal te maken met haar plan om van Gina en Stefano af te raken en John weer voor haar te winnen. Intussen was Hope erin geslaagd om het te halen van haar alter-ego Gina en werd weer normaal. Ze verzoende zich met Bo. Hope zei aan Ilse dat ze niet langer Gina was en stelde voor om Stefano erin te luizen. Ilse was furieus omdat Hope haar plannen nu dwarsboomde en nam haar sluier af en maakte zich bekend als prinses Gina! Ze vroeg haar om te zeggen waar de verdwenen Rent was maar Hope zei niets waarop prinses Gina haar bewusteloos sloeg. Stefano ontdekte dat gravin Ilse betrokken was bij het stelen van het schilderij en spoorde haar op. Hij was verbaasd om te ontdekken dat Ilse prinses Gina was. Ze gaf hem een ultimatum: hij kon Hope krijgen, of de Renet. Stefano liep naar de muur en onthulde achter een schilderij de Renet. Dan stak prinses Gina het schilderij en Stefano in brand. Later ontmoetten ze elkaar nog op een brug en Stefano gooide haar van de brug af en dacht dat ze dood was.
Hope dook terug op in Salem en belde Bo en Shawn vanop de Fancy Face II. Bo was heel blij en de twee hadden een innige reünie. Shawn vond echter dat zijn moeder hem weinig aandacht gaf en ging weer weg gevolgd door Bo. Dan belde Hope naar Kurt en werd duidelijk dat ze prinses Gina was en niet Hope, nadat ze de val in de Seine in Parijs overleefde onderging ze plastische chirurgie om er weer jong uit te zien. Prinses Gina vroeg aan Kurt om Hope op te sluiten. Hope probeerde uit de klauwen van Kurt te blijven en dook in een turbulente rivier. Op dit moment transformeerden Stefano en Rolf Gina opnieuw in Hope en ze verloor het bewustzijn. Kurt haalde haar uit de rivier en toen ze ontwaakte wist ze niet meer wie ze was. Ze klopten aan bij enkele mensen op het platteland en logeerden daar. Via een artikel in de krant dachten de mensen dat Hope prinses Gina was en door de politie gezocht werd.
Intussen in Salem kwam "Hope" oog in oog te staan met Marlena en in een opwelling knipte ze pluken uit haar haar, ze wilde ook Marlena te lijf gaan, maar dat kon John nog net verhinderen. Ze ging ermee akkoord om therapie te volgen bij Marlena onder hypnose. Ze was echter bestand tegen Marlena en was niet echt gehypnotiseerd. Ze loog over het feit dat ze een affaire had met John nog voor dat hij met Marlena getrouwd was. Nadat John haar duidelijk maakte dat hij enkel van Marlena hield besloot prinses Gina om haar grote liefde op te geven en een leven te leiden als Hope Williams in een gezin met Bo en Shawn.
Intussen was de echte Hope in Frankrijk bij Kurt. Hoewel hij zei dat ze getrouwd waren voelde ze geen band met hem en nadat ze in zijn portefeuille en zag dat hij ongetrouwd was wist ze het zeker. Toen de politie kwam overtuigde Kurt haar om te vluchten. Ze gingen samen weg en Kurt nam haar mee naar het kasteel en sloot haar op in de toren waar prinses Gina al die jaren gezeten had.
In Salem onthulde prinses Gina haar ware identiteit aan Greta en beweest dit door haar een opgedroogde bloem te geven die Greta haar jaren geleden gegeven had. Ze zei dat de echte Hope dood was. Bo en "Hope" bedreven de liefde, maar Bo merkte dat er iets niet in de haak zat en dat ze anders was als voorheen.
Inmiddels ging "Hope" met een klein pistool op zoek naar Stefano en hield hem onder schot. Ze vertelde hem dat de ze de echte Renet nog had en dat de opgebrande een vervalsing was. Stefano mocht de Renet hebben als hij voorgoed Salem verliet. Stefano ging de Renet halen in het kasteel van prinses Gina, maar werd daar door Kurt overvallen en hij sloot hem op samen met Hope. Toen hij bijkwam wilde hij Hope wurgen, maar ze overtuigde hem dat ze niet Gina was. Ze bleven weken opgesloten en tijdens de kerstperiode maakten ze een kleine kerstboom en baden ze om veilig thuis te komen. Stefano kon een zender maken van een oude fonograaf en zond een S.O.S. bericht. Hope bleef in Bo geloven, dat hij haar zou komen redden.
Shawn uitte zijn twijfels over zijn moeder aan Marlena en John. Na een nieuwe hypnosesessie ontdekte Marlena dat Hope een gespleten persoonlijkheid had. Op het kerstfeest verbaasde Hope iedereen door Bo ten huwelijk te vragen. Bo nam het aanzoek maar wat graag aan, maar Shawn was er niet gelukkig mee. Marlena zei aan Hope dat ze de trouw moest uitstellen en ze kregen ruzie. Op de dag van de bruiloft gooide ze Marlena buiten en vertelde aan Greta dat ze een pistool onder haar trouwkleed droeg. John ging naar het huwelijk en Bart en Rolf waren er ook, vermomd. Na de ceremonie ging iedereen naar de receptie bij de Penthouse Grill.
Shawn hoorde Hope met Kurt bellen om te controleren hoe het daar ging. Hij begon een discussie met Hope op het balkon en dan trok ze haar pistool en beval hem om op de rand van het balkon te gaan staan. Marlena kwam nu tussen beide en Hope zei dat ze van het balkon moest springen. Nadat ze dat weigerde schoot Hope haar neer. Bo was er nu ook en begon met Hope te vechten, dan ging het pistool af en Hope was geraakt. Shawn was bewusteloos en werd naar het ziekenhuis gebracht. Toen hij ontwaakte zei hij dat Hope hem probeerde te vermoorden.
Prinses Gina had een gescheurde aorta en Craig en Lexie opereerden haar. Bo en Shawn zaten bij het ziekbed van Hope toen ze haar ware identiteit wilde onthullen, maar dan stierf ze. Na de dood van Hope ging Bo samen met de hulp van Victor en Abe op zoek naar Stefano. Ze ontdekten dat hij in Europa was en gingen daarnaartoe. Intussen probeerde Lili Faversham Doug en Julie ervan te overtuigen dat Hope eigenlijk prinses Gina was omdat zij geen appendix meer had en de echte Hope was. Ze belden naar het crematorium om het lijk te onderzoeken, daar ontdekte Lili een litteken waardoor Doug en Julie hoop kregen dat het echt prinses Gina was die dood was. Na DNA-resultaten kregen ze zekerheid. In de toren besefte Hope dat Shawn in gevaar was. Hope was inmiddels ziek en smeekte Kurt om een dokter. Uiteindelijk werden Stefano en Hope uit de klauwen van Kurt gered en konden ze veilig terug naar Salem keren.